# Микроорганизмы
Микрооргани́змы, или микро́бы (фр. microbe, от  μικρό — маленький и βίος — жизнь) — собирательное название живых организмов, которые слишком малы для того, чтобы быть видимыми невооружённым глазом. Термин микроб был предложен 26 февраля 1878 года французским филологом Эмилем Литтре по просьбе учёного Шарля-Эммануэля Седийо дать подходящее название микроорганизмам.

## Общие сведения
Характерный размер микроорганизмов — менее 0,1 мм. В их классификацию входят как безъядерные (прокариоты: бактерии, археи), так и эукариоты: некоторые грибы, протисты. Некоторые биологи относят сюда и бесклеточные формы жизни, такие как вирусы и прионы, но многие с этим не согласны, так как живой организм должен иметь обмен веществ и возможность автономного самовоспроизведения. Большинство микроорганизмов состоит из одной клетки, но есть и многоклеточные микроорганизмы, точно так же, как существуют одноклеточные микроорганизмы, видимые невооружённым глазом, например Thiomargarita namibiensis, представители рода Caulerpa (являются гигантскими поликариотами). Изучением этих организмов занимается наука микробиология.
Повсеместная распространённость и суммарная мощность метаболического потенциала микроорганизмов определяют их важнейшую роль в круговороте веществ и поддержании динамического равновесия в биосфере Земли.
Краткое рассмотрение различных представителей микромира, занимающих определённые «этажи» размеров, показывает, что, как правило, величина объектов определённо связана с их структурной сложностью. Нижний предел размеров свободноживущего одноклеточного организма определяется пространством, требуемым для упаковки внутри клетки аппарата, необходимого для независимого существования. Ограничение верхнего предела размеров микроорганизмов определяется наличием ресурсов и прочими условиями среды, включая паразитов и хищников, а также системой внутриклеточного транспорта веществ от мембраны. По аналогии с насекомыми, не имеющими системы кровообращения, что ограничивает их рост, как соотношение между поверхностью и объёмом — вес: при увеличении линейных размеров поверхность возрастает в квадрате, а объём и масса — в кубе, притом они тяжелеют быстрее прироста силы мышц и прочности тканей (в воде с этим проще).

## Среда обитания
Микроорганизмы обитают почти повсеместно, где есть вода, включая облака и лёд, горячие источники, дно мирового океана, а также глубоко внутри земной коры. Они являются важным звеном в обмене веществ в экосистемах, в основном выступая как редуценты (от лат. reduco — «возвращаю, восстанавливаю»), также деструкторы (лат. destruo — «разрушаю»), сапротрофы (др.-греч. σαπρός — «гниль» и τροφή — «пища») — организмы (бактерии и грибы), разрушающие отмершие останки живых существ, превращая их в неорганические и простейшие органические соединения, но в некоторых экосистемах они — единственные производители биомассы — продуценты.
Микроорганизмы, обитающие в различных средах, участвуют в круговороте серы, железа, фосфора и других элементов, осуществляют разложение органических веществ животного, растительного происхождения, а также абиогенного происхождения (метан, парафины), обеспечивают самоочищение воды в водоёмах.
Впрочем, не все виды микроорганизмов приносят человеку пользу. Некоторые микроорганизмы вызывают порчу сельскохозяйственной продукции, обедняют почву азотом, вызывают загрязнение водоёмов, накопление в продуктах питания ядовитых веществ (например, ботулизм, токсины Коли, прочие микробные токсины).
Микроорганизмы отличаются хорошей приспособляемостью к действию факторов внешней среды. Различные микроорганизмы могут расти при температуре от −6° до +50—75°. Рекорд выживаемости при повышенной температуре поставили археи, некоторые изученные культуры которых растут на питательных средах свыше 110 °C, например, Methanopyrus kandleri (штамм 116) растёт при 122 °C, рекордно высокой температуре для всех известных организмов. В природе среда обитания с такой температурой существует под давлением в горячих вулканических источниках на дне океанов (Чёрные курильщики).
Известны микроорганизмы, процветающие при гибельных для многоклеточных существ уровнях ионизирующего излучения, в широком интервале значений pH, при 25 % концентрации хлорида натрия, в условиях различного содержания кислорода вплоть до полного его отсутствия (анаэробные микроорганизмы).
Симбиотические микроорганизмы (микробиом) обитают внутри организмов растений и животных, в том числе у человека. В организме человека наибольшее количество микроорганизмов-симбионтов располагается в кишечнике. Микроорганизмы живут как внутри тела, так и на коже. Число клеток (но не масса и не объём!) микробиома у человека в 3—10 раз превышает число клеток его организма.
Микробиом каждого человека уникален, хотя и испытывает ежедневные вариации. Есть общие особенности микробиома у людей, живущих в одной местности, у людей, ведущих один образ жизни, и у людей с похожим рационом. Пониженное генетическое разнообразие микробиомов обычно ассоциируется со стационарными больными и с ухудшением здоровья (см. Квазивиды, Горизонтальный перенос генов). Установлена связь состава микробиома с рядом заболеваний, включая ожирение, депрессию, воспалительные заболевания кишечника, рак толстой кишки, болезни сердца, рассеянный склероз и аутизм. Возможная причина — дефицит продуктов их обмена веществ (противовоспалительные средства, антибиотики, бутираты, пептиды, витамины и т. д.), безопасных антигенов (вроде фрагментов мембран бактерий) и лизиса антител (см. протеолиз), позволяющего избежать образования иммунных комплексов и снизить риск развития аутоиммунных заболеваний.
Весьма многочисленное количество видов микроорганизмов является условно-патогенными или патогенными для человека и животных. Патогенные микроорганизмы вызывают болезни человека, животных и растений.
Наиболее общепризнанные теории о происхождении жизни на Земле предполагают, что протомикроорганизмы были первыми живыми организмами, появившимися в процессе эволюции.